# Château de la Ferrière (Charbonnières-les-Bains)
Pour les articles homonymes, voir Château de la Ferrière.
Ne doit pas être confondu avec Château de Ferrières .
Le château de la Ferrière, ou domaine de la Ferrière, est une demeure privée située à Charbonnières-les-Bains, dans la métropole de Lyon, en France. Datée du XVIIIe siècle, sa transformation en résidence de standing est prévue depuis 2022.

## Géographie

### Desserte

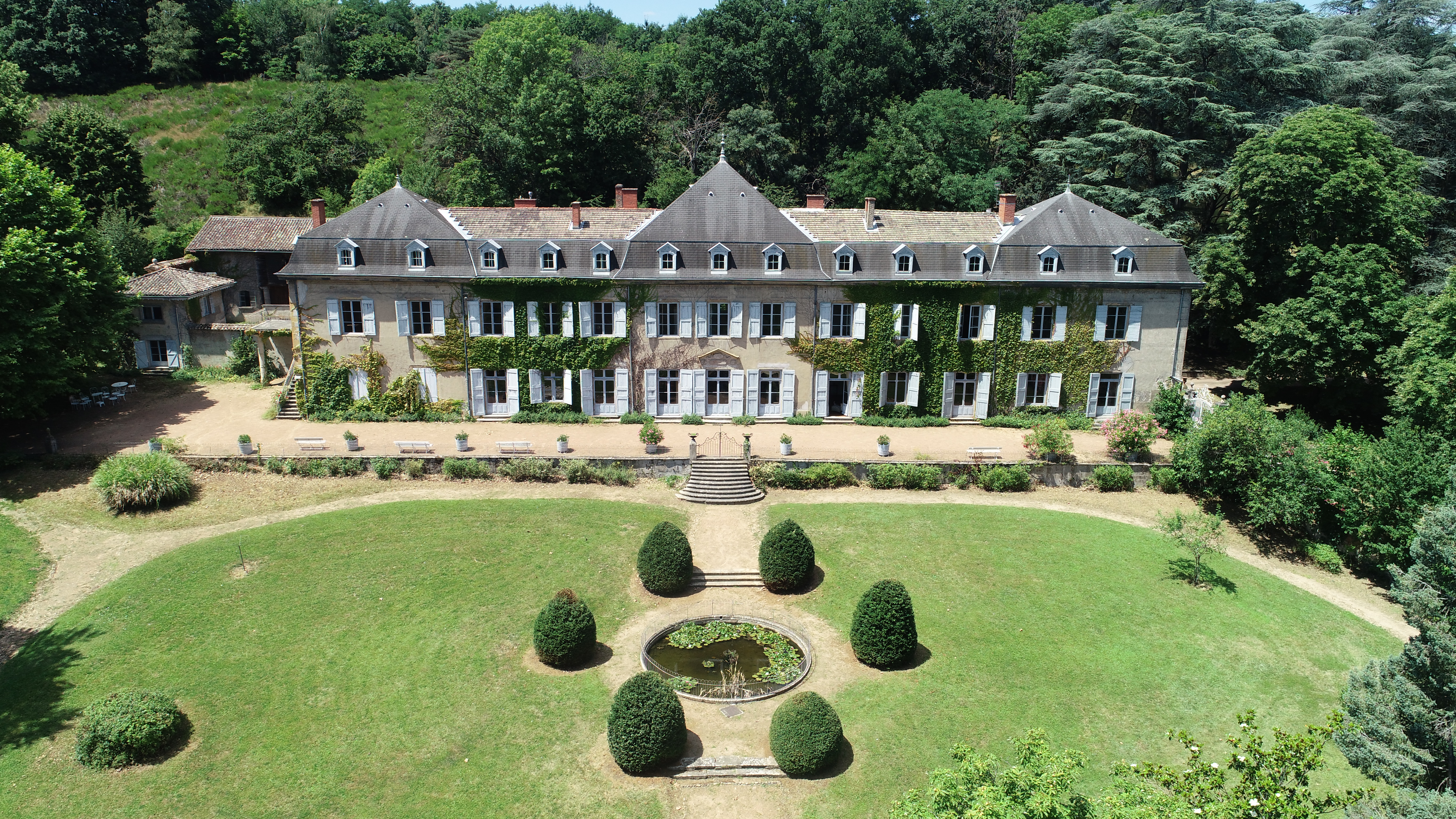

Le site est desservi par la gare du Méridien du tram-train de l'Ouest lyonnais, dont les panneaux en gare indiquent Le Mériden - La Ferrière, en souvenir du don effectué par la famille Audras, alors propriétaire du château, des terrains situés en contrebas de celui-ci, nécessaires à l'implantation de la voie et de la station, en échange de quoi la Compagnie de la Dombes s'engageait à maintenir la halte quelles que soient les circonstances,.

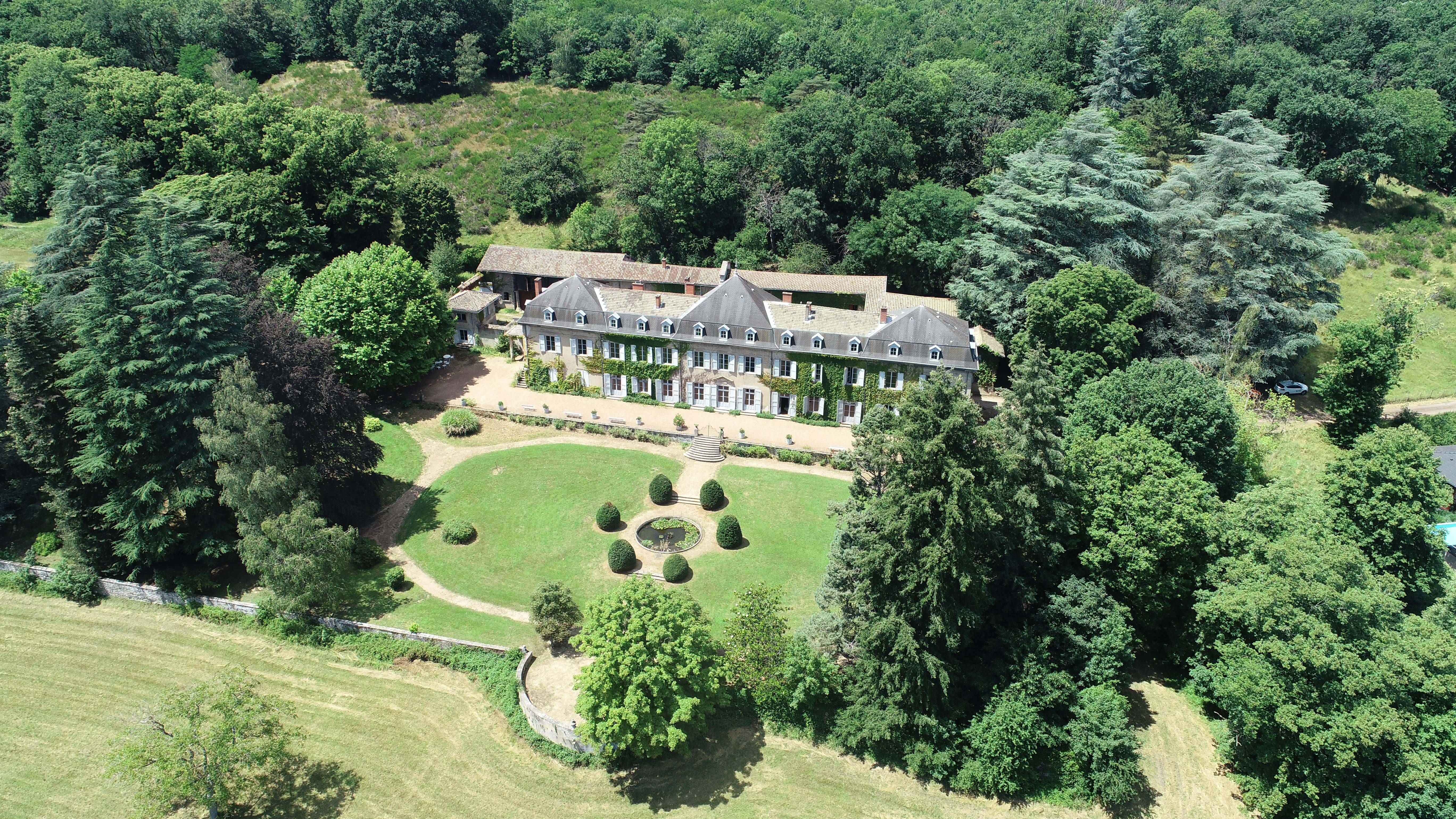

## Histoire
Le bâti se trouve à mi-pente d'un vallon boisé, construit en longueur à hauteur d'une source encore active.
Ceci à Charbonnières, village dont le nom indique des activités de charbonnage (charbon de bois), ce qui a permis l'existence sur ce site d'une forge de maréchal-ferrant (appelée autrefois « une ferrière »)
Cela est confirmé par une petite sculpture en bas-relief au linteau de l'entrée du bâtiment de ferme, montrant une scène de ferrage.
Cette ferrière explique aussi la cour pavée en galets «  tête de chat » avec une pente continue qui est un sol sur lequel les chevaux ne glissent pas et qui permet un nettoyage facile. Les galets provenaient certainement du champ situé au dessus de la ferme. En effet c’est une ancienne moraine  glaciaire où ce type de galet est très abondant. 
Le premier document officiel est un acte de vente d'une ferme en 1658 à cheval sur les paroisses de Charbonnières et de Tassin. 
Une nouvelle vente en 1706 mentionne ensuite un colombier en mauvais état. La présence de ce « colombier à pied » est séparé du corps de bâtiment comme le veut l’usage de l’époque. Le droit de colombage étant un droit seigneurial, on pourrait supposer l’appartenance à une propriété noble ou assimilée. Le privilège de colombage sera aboli la nuit du 4 août 1789.[réf. nécessaire]
Le domaine, exploitation agricole, existait au XVIIe siècle et probablement avant. Le premier document officiel est un acte de vente daté du 22 février 1658, la propriété s'étend jusqu'au ruisseau de Méginand, une ferme est citée dans l'acte. Plusieurs propriétaires se succèdent mais c'est en 1751 que Pierre Reverchon, notaire, l'acquiert, en ruine, sous le nom de « La Ferrière », il y construit une maison de maître. De nouveaux propriétaires se succèdent dont Jean-Marie Joseph Bégule, en 1791, qui donne son nom au lieu-dit.
En 1856 Jean-Baptiste Audras devient propriétaire, il transforme la maison en château en l'augmentant d'un étage et en la coiffant d'un toit d'ardoise à « la Mansard ». 
C'est Jean-Baptiste Audras, marchand en soie à Lyon, fils et petit-fils de fabricant de soieries, et son épouse Marie, née Tresca, qui acquièrent le domaine en février 1856, par suite de l'expropriation de leur maison de campagne de Vaise, rue du Bourbonnais, pour la construction du chemin de fer Paris-Lyon. Alliance de deux familles aisées de la bourgeoisie lyonnaise, entreprises notables de « la Grande Fabrique » : Audras et Chatel, Tresca, avant la crise de la soierie de 1881.[réf. nécessaire]
Expropriés à Vaise, les Audras achètent ce domaine de la Ferrière situé loin de la Ville pour être tranquilles à la campagne. La propriété d’une trentaine d’hectares s’étend de la route de Paris à la colline  de l’Aigas de part et d’autre du ruisseau de Charbonnières.
À cette époque l’accès principal se fait sur la route impériale n°7 (de Paris à Antibes par le Bourbonnais), par le chemin actuellement dit de L’Alouette (anciennement dit du père Lalhouet) qui traverse le vallon. La partie du domaine au-delà de la rivière de Charbonnières remontait donc jusqu’à la route de Paris.[réf. nécessaire]

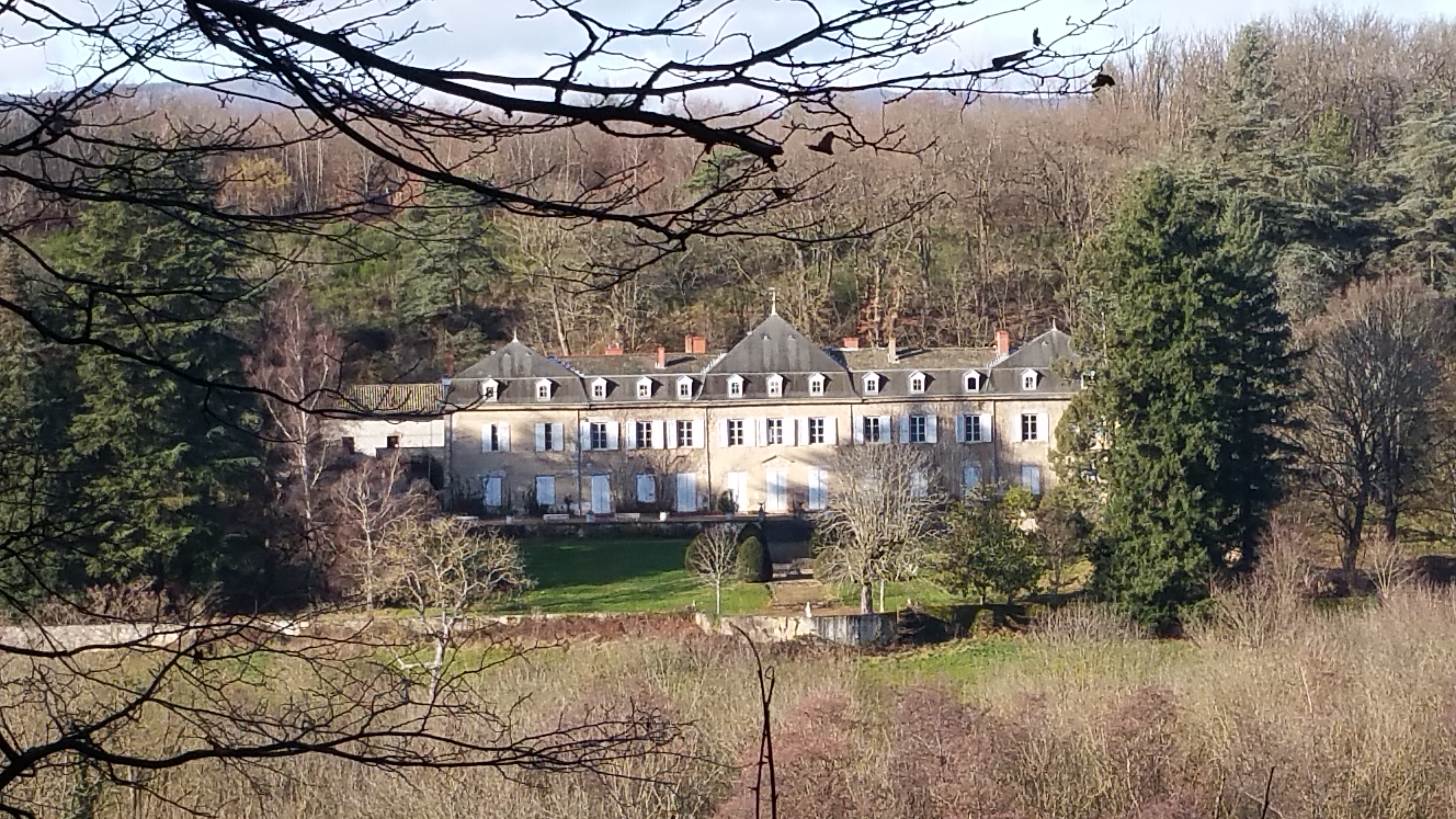
Château de la Ferrière à Charbonnières-les-bains, vu depuis l'autre côté de la vallée.

Le château est une demeure du XVIIIe siècle transformée en château au XIXe siècle.
La propriété autrefois forge de maréchal-ferrant devient la résidence d'un soyeux lyonnais, le propriétaire et sa nombreuse famille habitent Lyon en hiver.
En 1876, la famille Audras, propriétaire du château, fait don des terrains en contrebas de la propriété à la Compagnie des Dombes pour l'implantation de la gare du Méridien et des voies de ce qui est aujourd'hui la ligne du tram-train de l'Ouest lyonnais.
Pendant la Première Guerre mondiale, le château est transformé en hôpital militaire, il reçoit 50 blessés. La famille participe à l’effort de guerre en transformant le château en hôpital de convalescence pour les blessés. C’est ainsi qu’est désignée la maison sur les cartes postales qu’envoient les soldats à leur famille pour témoigner du bon accueil de Madame Audras.[réf. nécessaire]
En 1900 le dernier des fils de Jean-Baptiste, Jean-Marie dit Sainte-Marie Audras, en hérite. Le domaine n'est plus ce qu'il était, sa superficie s'est considérablement réduite, il n'y a plus d'exploitation agricole.
En 1986, « L'Association des descendants de Jean-Baptiste Audras » est créée, et rassemble une moitié des 200 descendants de l’ancêtre.
En 2022 apparaît un projet de transformation du château avec maintien des volumes en une copropriété de 34 appartements au milieu de son parc de 3 hectares : domaine-laferriere.com